# Dinaraea subdepressa
Dinaraea subdepressa är en skalbaggsart som först beskrevs av Max Bernhauer 1907.  Dinaraea subdepressa ingår i släktet Dinaraea och familjen kortvingar. Inga underarter finns listade i Catalogue of Life.